# Al-Bàqara

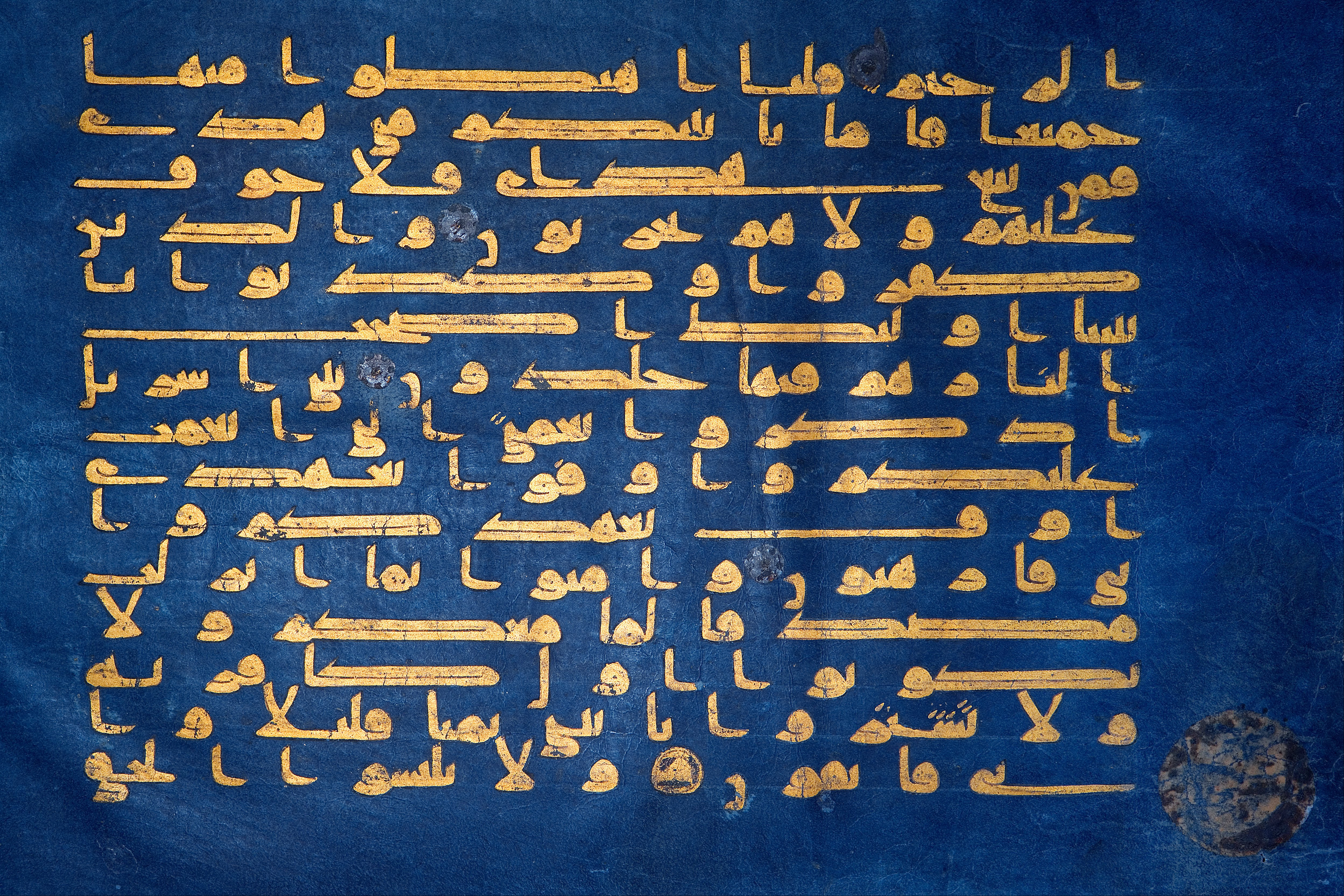
Infoli de l'Alcorà blau amb el fragment del capítol Al-Baqara. Museu d'Art Islàmic, Doha.

Al-Bàqara (àrab: الْبَقَرَة, al-Baqara, lit. ‘La vaca’) o La vaca és la segona sura de l'Alcorà i la més llarga. Consta de 286 aleies o versos que comencen amb les «lletres misterioses» o «lletres muqattaat» àlif, lam i mim (ا ل م). L'aleia 282 és la més llarga de tot l'Alcorà.[Alcorà 2:282]
La sura tracta una gran varietat de temes i conté diverses prescripcions per als musulmans, com ara l'obligació de fer el dejuni durant el mes de Ramadà o la prohibició dels interessos i la usura (ribà). També conté diverses aleies molt populars com l'Aleia del Tron (Alcorà 2:255) o els tres versos finals (Alcorà 2:284–286). S'hi expliquen les històries dels profetes Adam, Ibrahim i Mussa. Un tema important que hi és tractat és la necessitat d'instar els pagans (al-muixrikín) i els jueus de Medina a abraçar l'islam, així com advertir-los, juntament amb els hipòcrites (al-munafiqun), del destí que Déu ha predit per a aquells que no han atès la seva crida.
Els musulmans creuen que Al-Bàqara va ser revelada l'any 622 a Medina, després de l'Hègira, durant un llarg període, llevat dels versos relatius al ribà que haurien estat revelats durant el Pelegrinatge de l'Adeu, l'últim hajj del profeta Mahoma. En aquest sentit, es creu que l'aleia 281 seria l'última aleia de l'Alcorà en ser revelada, exactament el dia 10 de dhu-l-hijja de l'any 10 de l'Hègira, uns vuitanta o noranta dies abans de morir Mahoma.[Alcorà 2:281]